# Xã Newbre, Quận Ramsey, Bắc Dakota
Xã Newbre (tiếng Anh: Newbre Township) là một xã thuộc quận Ramsey, tiểu bang Bắc Dakota, Hoa Kỳ. Năm 2010, dân số của xã này là 36 người.